# Alcona County
Alcona County je okres na východěstátu Michigan v USA. K roku 2000 zde žilo 11 719 obyvatel. Správním městem okresu je Harrisville. Celková rozloha okresu činí 4 637 km². Na východě okresu je Huronské jezero.

## Sousední okresy
| Růžice kompasu | Montmorency County | Alpena County |  | Růžice kompasu |
| Růžice kompasu | Oscoda County      | Sever         |  | Růžice kompasu |
| Růžice kompasu | Oscoda County      | Alcona County |  | Růžice kompasu |
| Růžice kompasu | Oscoda County      | Jih           |  | Růžice kompasu |
| Růžice kompasu | Ogemaw County      | Iosco County  |  | Růžice kompasu |